# 伊勢貞経
伊勢 貞経（いせ さだつね）は、室町時代の人物。

## 生涯
伊勢貞行の長男。父の死後、応永17年（1410年）から政所執事として将軍足利義教に仕えたが、義教の政策を批判して永享3年（1431年）に失脚させられた。家督を弟の貞国に譲った後に吉野を隠居領として与えられて吉野氏を称したという。一説によれば、執事代で伊勢氏の家宰でもある蜷川親吉が義教に告発したことで罪が明らかになったと伝えられているが、親吉自身も連座して弟とされる親当にその地位を奪われているため、真相は不明である。
真正極楽寺などで行われる十夜法要の発端とされる霊夢を見たのは弟の貞国とするのが通説だが、貞経とする説もある。

## 参考資料
- 『寛政重脩諸家譜 第三輯』國民圖書、1923年2月23日。]
- 福持昌之「真如堂における十夜法要と双盤念仏―僧侶の念仏から世俗の鉦講へ―」『宗教と社会』第21巻、「宗教と社会」学会、2015年、49-63頁、doi:10.20594/religionandsociety.21.0_49、ISSN 1342-4726、NAID 130007382025。